# Kendrapara
Kendrapara és un canal de l'Índia, una branca del Sistema de Canals d'Orissa. S'inicia a la dreta del Birupa i segueix al nord i oest del Mahanadi, i dels seus distributaris el Chitartala i el Nun, arribant finalment a False Point. Fou obert el maig de 1869 i després es va ampliar.